# Arthur Chung
Arthur Raymond Chung (Windsor Forest, Demerara; 10 de enero de 1918-Georgetown, 23 de junio de 2008) fue un militante del partido Congreso Nacional del Pueblo de Guyana. Fue el primer Presidente de Guyana entre 1970 y 1980. Fue el primer jefe de Estado de origen chino en gobernar un país no asiático.
Nació en Windsor Forest, West Coast Demerara en Guyana. Fue el menor de los ocho hijos de Joseph y Lucy Chung. Estuvo casado con Doreen Pamela Ng-See-Quan, con quien tuvo dos hijos.
En 1965 se convirtió en miembro del Partido Progresista del Pueblo, aunque posteriormente desertó al Congreso Nacional del Pueblo. En 1966 participó en el acta de declaración de independencia de su nación, Guyana y desde 1996 hasta 1970 participó en distintos cargos durante el gobierno de Edward Victor Luckhoo.
En 1970 se realizaron elecciones y el candidato del Congreso Nacional del Pueblo, Arthur Chung resultó vencedor para el periodo 1970-1977. Su primer gobierno fue positivo, aunque se vio vinculado con los asesinatos de Jonestown, ya que el gobierno había cedido unas hectáreas en el territorio reclamado de Guayana Esequiba. En las elecciones de 1977, resultó reelecto para gobernar hasta 1984. Su segundo gobierno tuvo que afrontar varios movimientos armados interraciales, entre cristianos y judíos. En 1980 renunció al no poder controlar la crisis racial que el país estaba viviendo, y lo sucedió el entonces vicepresidente Forbes Burnham.